# Großsteingrab Slagslunde Skov 4
Das Großsteingrab Slagslunde Skov 4 ist eine megalithische Grabanlage der jungsteinzeitlichen Nordgruppe der Trichterbecherkultur im Kirchspiel Slagslunde in der dänischen Kommune Egedal.

## Lage
Das Grab liegt nordnordöstlich von Slagslunde im Norden des Waldgebiets Slagslunde Skov. In der näheren Umgebung gibt bzw. gab es zahlreiche weitere megalithische Grabanlagen.

## Forschungsgeschichte
Im Jahr 1842 führten Mitarbeiter des Dänischen Nationalmuseums eine Dokumentation der Fundstelle durch. Eine weitere Dokumentation erfolgte 1982.

## Beschreibung
Die Anlage besaß wohl ursprünglich eine Hügelschüttung unbekannter Form und Größe, die heute fast völlig abgetragen ist. Südlich der Grabkammer ist eine flache Erhöhung mit einer erhaltenen Höhe von nur 0,1–0,2 m erkennbar, die vielleicht als Rest eines Hügels anzusehen ist, der rund war und einen Durchmesser von etwa 9 m hatte. Auch eine Ansammlung von Feuerstein-Grus könnte aus dem Hügel stammen. Ob ursprünglich eine steinerne Umfassung vorhanden war, ist unbekannt.
Die Grabkammer ist nord-südlich orientiert und hat einen rechteckigen Grundriss. Der nördliche Abschlussstein und der angrenzende Wandstein der östlichen Langseite stehen noch in situ. Südwestlich liegt ein weiterer Stein, bei dem es sich vielleicht um einen verschleppten Deckstein handelt. Er hat eine Länge von 1,3 m, eine Breite von 1,1 m und eine Dicke von 0,9 m. Zu den Maßen der Kammer liegen keine Angaben vor. Der genaue Grabtyp lässt sich nicht sicher bestimmen.